# Karel III van Spanje
Karel Sebastiaan (Madrid, 20 januari 1716 – Madrid, 14 december 1788), Spaans: Carlos, was van 1759 tot 1788 de koning van Spanje als Karel III.
Voordien was hij de hertog van Parma van 1731 tot 1735 als Karel I, en van 1735 tot 1759 ook koning van Sicilië als Karel V en koning van Napels als Karel VII. Hij was een voorstander van het verlicht absolutisme.

## Biografie

### Jeugd en opleiding
Karel was de oudste zoon van koning Filips V van Spanje en zijn tweede vrouw koningin Elisabetta Farnese. Zijn grootouders aan vaderskant waren Lodewijk van Frankrijk, de oudste zoon van koning Lodewijk XIV van Frankrijk en koningin Maria Theresia van Spanje, en diens vrouw Maria Anna Victoria van Beieren. Zijn grootouders aan moederskant waren erfhertog van Parma Odoardo Farnese en Dorothea Sophia van Palts-Neuburg. Dorothea Sophia was een jongere zus van de tweede vrouw van koning Karel II van Spanje, Maria Anna van Beieren.
Karel was een jongere halfbroer van twee andere koningen van Spanje. De jong gestorven koning Lodewijk was de oudste en was koning in 1724. De andere was koning Ferdinand VI die regeerde van 1746 tot 1759. Karel had twee jongere broers: infant Filips (1720-1765), die later hertog van Parma werd en huwde met prinses Louise Elisabeth van Frankrijk, en infant Lodewijk Anton (1727-1785). Karel had drie jongere zussen: infante Marianne Victoria (1718-1781) die huwde met koning Jozef I van Portugal en moeder werd van koningin Maria I van Portugal, infante Maria Teresa (1726-1746) die huwde met de Franse dauphin Lodewijk Ferdinand en infante Maria Antonieta (1729-1785) die door haar huwelijk met koning Victor Amadeus III van Sardinië koningin van Sardinië werd.

### Huwelijk en kinderen
In 1737 werd hij uitgehuwelijkt aan Maria Amalia van Saksen, een dochter van koning August III van Polen en koningin Maria Josepha van Oostenrijk. Het huwelijk werd datzelfde jaar op 31 oktober goedgekeurd. Maria Amalia trad bij volmacht in het huwelijk te Dresden, waar haar broer, Frederik Christiaan, de rol van Karel vervulde. Het huwelijk werd ook goedgekeurd door de Heilige Stoel, onder paus Clemens XII. Dit huwelijk betekende het einde voor een paar politieke meningsverschillen tussen de paus en Karel. In 1738 zagen ze elkaar voor het eerst en traden ze voor een tweede keer in het huwelijk. De trouwdag was voor de bruidegom de aanleiding om de Orde van Sint-Januarius in te stellen. Toen ze in het huwelijk traden was Karel 22 jaar en Maria Amalia was 14 jaar.
Karel en Maria Amalia zagen elkaar voor het eerst op 19 juni 1738 te Portella, een dorp in het grensgebied van het koninkrijk Napels, dicht bij Fondi. Aan het hof werden feesten gevierd tot 3 juli, toen creëerde Karel de Insigne e reale ordine di San Gennaro, de meest belangrijke orde voor ridderlijkheid binnen het koninkrijk. Later creëerde hij op 19 september 1771 een vergelijkbare orde in Spanje, beter bekend als de Muy Distinguida Orden de Carlos III, de Orde van Karel III.
Ondanks het feit dat het een gearrangeerde verbintenis was, werd het een zeer gelukkig huwelijk, en kregen ze vele kinderen. In 22 jaar huwelijk schonk zijn vrouw hem 13 kinderen, maar velen van hen stierven in de zuigelingentijd of overleefden de adolescentie niet:
- Maria Isabella (6 september 1740 - 2 november 1742);
- Maria Josepha (20 januari 1742 - 1 april 1742);
- Maria Isabella (30 april 1743 - 5 maart 1749);
- Maria Josepha (6 juli 1744 - 8 december 1801);
- Maria Louisa (24 november 1745 - 15 mei 1792), gehuwd met keizer Leopold II;
- Filips Anton (13 juni 1747 - 19 september 1777), werd uitgesloten van de opvolging wegens debiliteit. Hij was de hertog van Calabrië;
- Karel Anton (11 november 1748 - 20 januari 1819), werd na de dood van zijn vader koning van Spanje. Hij huwde met Maria Louisa van Bourbon-Parma.;
- Maria Theresia (2 december 1749 - 2 mei 1750);
- Ferdinand (12 januari 1751 – 4 januari 1825), werd koning van Napels en Sicilië, en vervolgens der Beide Siciliën. Hij huwde met aartshertogin Maria Carolina van Oostenrijk;
- Gabriël (12 mei 1752 - 23 november 1788), gehuwd met Maria Anna, dochter van koningin Maria I van Portugal;
- Maria Anna (3 juli 1754 - 11 mei 1755);
- Antonio Pascual (31 december 1755 - 20 april 1817), gehuwd met zijn nicht infante Maria Amalia, dochter van Antonio's oudere broer Karel IV van Spanje;
- Francisco Javier (15 februari 1757 - 10 april 1771).

Een jaar nadat Karel en Maria Amalia waren gearriveerd in Madrid, in september 1760, stierf zijn vrouw heel plotseling aan tuberculose in het Buen Retiro-paleis, buiten de hoofdstad. Ze werd begraven in de koninklijke grafkelder in Escorial. Karel, schreef het volgende in zijn dagboek: Dit was de eerste keer, in 22 jaar huwelijk, dat Amalia mij had teleurgesteld. Hij hertrouwde niet meer en hield zijn echtelijke liefde intact tot zijn eigen dood 28 jaar later.
In 1761 gaf haar man Giambattista Tiepolo de opdracht fresco's te schilderen voor het Koninklijk Paleis van Madrid. In de voorkamer van de koningin schilderden Tiepolo en zijn assistenten de Apotheose van de Spaanse Monarchie. De fresco's werden geschilderd van 1762 tot 1766. Koningin Maria Amalia verschijnt omringd door verschillende goden uit de Griekse mythologie, waaronder Apollo.

### Koning van Napels en Sicilië

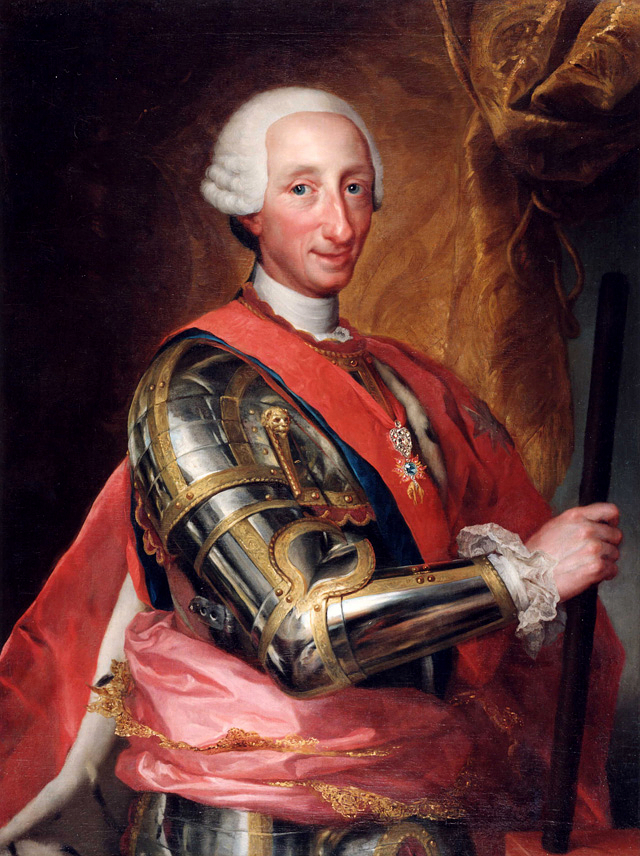
Koning Carlos III

Op 16-jarige leeftijd werd Karel hertog van Parma. Tijdens de Poolse Successieoorlog veroverde hij het koninkrijk Napels en het koninkrijk Sicilië, beide kwijtgespeeld met de Vrede van Utrecht (1713). Tijdens de Oostenrijkse Successieoorlog werd hij door de Britten gedwongen neutraal te blijven (niét kiezen voor neutraliteit betekende het bombarderen van Napels door de Britten). Dit gegeven zal later bepalend worden tijdens zijn Spaanse regeerperiode.
Hij was toegewijd aan zijn taak. Onder hem werden de Romeinse steden Herculaneum in 1738 en Pompeï in 1748 herontdekt. De koning moedigde archeologen aan om onderzoek te doen en werd altijd op de hoogte gehouden van de ontdekkingen, zelfs na terugkeer in Spanje. Vol trots bouwde hij het Paleis van Caserta, een gebouw zo groot en majestueus als Versailles, een project dat het van oudsher arme Napels nauwelijks kon opbrengen. De eerste steen werd gelegd op zijn verjaardag, op 20 januari 1752, te midden van de vele festiviteiten. Het bestaande koninklijk paleis liet hij geweldig uitbouwen.
Tegen het einde van 1758 werd de toestand van Karels halfbroer, koning Ferdinand VI van Spanje, zeer kritiek. Hij leed aan dezelfde symptomen van neerslachtigheid als hun vader, koning Filips V. Ferdinand had zijn geliefde vrouw, koningin Maria Barbara, in augustus 1758 verloren, en was in zeer diepe depressie terechtgekomen. Omdat koning Ferdinand en koningin Barbara geen kinderen hadden gekregen werd Karel op 10 december 1758 door Ferdinand VI benoemd tot erfgenaam. Koning Ferdinand verliet Madrid voor goed om in Villaviciosa de Odón te verblijven. Hier stierf hij op 10 augustus 1759 op 46-jarige leeftijd.

### Koning van Spanje
Op dat moment werd Karel de koning van Spanje, en nam hij de naam Karel III van Spanje aan. Vanwege een eerder verdrag van Wenen, waarin stond dat hij niet koning van Spanje, Napels en Sicilië mocht worden, aangezien deze staten niet dezelfde koning mochten hebben, gaf hij de troon van Napels en Sicilië op. Later kreeg hij wel de titel heer der Beide Siciliën. Karel en zijn gemalin kwamen op 7 oktober 1759 in Barcelona aan.
In het jaar waarin het gezin Napels voor Madrid verruilde lieten ze twee kinderen achter. Hun derde zoon, Ferdinand (1751-1825), die werd onder de naam Ferdinand IV, koning van Napels en als Ferdinand III, koning van Sicilië. Zijn oudere broer, Karel (1748-1819) moest mee naar Spanje, om daar als erfgenaam van zijn vader te leven. Het andere kind dat in Napels bleef, was infant Filips, de hertog van Calabrië. Deze oudste zoon was uitgesloten van de opvolging wegens debiliteit, en werd daarom niet opgenomen in de lijn van troonopvolging. Hij stierf uiteindelijk, vergeten en rustig in Portici in 1777, hij werd 30 jaar.
Als koning van Spanje was zijn buitenlandse politiek desastreus. Zijn haat tegenover de Britten leidde hem tot het Familiaal Verbond met Frankrijk. Spanje werd daardoor in de Zevenjarige Oorlog betrokken, hetgeen geen goede gevolgen had voor het land. In 1770 werd hij bijna betrokken in een andere oorlog met de Britten over de Falklandeilanden.
Op 2 april 1766 schafte Karel de Orde van de Jezuïeten af in Spanje en alle Spaanse gebieden, een jaar na de opstand Emeute des Chapeaux (in verband met breedgerande hoeden, die criminelen droegen om zich te verbergen). Zesduizend jezuïeten werden per schip naar Civitavecchia in de pauselijke staat gebracht, maar mochten er niet aan land gaan, evenmin in Livorno, Genua en Corsica. Pas na zes maanden konden de monniken, gedecimeerd, in Corsica aan land gaan. De koning van Napels en de hertog van Parma volgden Karel III van Spanje en Lodewijk XV van Frankrijk en verbanden de jezuïeten uit hun landen. Paus Clemens XIII gaf daarop een 'monitorium' uit, waarin hij schreef dat de hertog van Parma zijn gebied verloor. De Fransen namen daarop Avignon in, de Napolitanen Pontecorvo en Benevento, die tot de Roomse staat behoorden. Gezamenlijk eisten de Spanjaarden, Fransen en Napolitanen dat de paus de orde van de jezuïeten zou afschaffen. De paus stierf in 1769, de volgende paus Clemens XIV schafte in 1773 de orde af, waarna paus Pius VII haar pas weer in 1814 herstelde.
In 1779 werd hij, met tegenzin, betrokken bij de Amerikaanse Onafhankelijkheidsoorlog en sloot zich aan bij Frankrijk en de Amerikaanse opstandelingen. Een Amerikaanse zege (en dus ook een Spaanse) zou op termijn leiden tot de ontmanteling van het eigen Spaanse imperium, vandaar dat hij met tegenzin meevocht.
Zijn binnenlandse politiek daarentegen was een zegen voor Spanje. Hij moderniseerde Madrid en liet er tal van openbare werken uitvoeren (vandaag is zijn bijnaam nog steeds de burgemeester van Madrid). Hij perkte ook de macht van de Spaanse Inquisitie enorm in. In het land werd de infrastructuur gemoderniseerd en oude wetten en regels die de handel beperkten werden afgeschaft. Hij is de stichter van de Spaanse loterij.
De Spaanse militaire orden, die na het verjagen van de Moren eeuwenlang nutteloos op hun grote bezittingen hadden geteerd werden hervormd en een deel van hun bezit werd overgedragen aan de ook nu nog bestaande Orde van Karel III.

### Overlijden
Karel stierf op 14 december 1788 aan de vooravond van de Franse Revolutie en werd opgevolgd door zijn tweede zoon Karel IV. Na zijn dood werd in Spanje alom gerouwd. Hij ging de geschiedenis in als de meest populaire koning ooit van Spanje. Zijn opvolger was daarentegen niet bijster populair.

## Kwartierstaat (voorouders)
| Lodewijk XIV van Frankrijk (1638-1715) | Lodewijk XIV van Frankrijk (1638-1715) | Lodewijk XIV van Frankrijk (1638-1715) | Lodewijk XIV van Frankrijk (1638-1715) | Lodewijk XIV van Frankrijk (1638-1715) | Lodewijk XIV van Frankrijk (1638-1715) | Maria Theresia van Oostenrijk (1638-1683) | Maria Theresia van Oostenrijk (1638-1683) | Maria Theresia van Oostenrijk (1638-1683) | Maria Theresia van Oostenrijk (1638-1683) | Maria Theresia van Oostenrijk (1638-1683) | Maria Theresia van Oostenrijk (1638-1683) |                                   |                                   | Ferdinand Maria van Beieren) (1636-1679) | Ferdinand Maria van Beieren) (1636-1679) | Ferdinand Maria van Beieren) (1636-1679)    | Ferdinand Maria van Beieren) (1636-1679)    | Ferdinand Maria van Beieren) (1636-1679)    | Ferdinand Maria van Beieren) (1636-1679)    | Henriëtte Adelheid van Savoye (1636-1676)   | Henriëtte Adelheid van Savoye (1636-1676)   | Henriëtte Adelheid van Savoye (1636-1676) | Henriëtte Adelheid van Savoye (1636-1676) | Henriëtte Adelheid van Savoye (1636-1676) | Henriëtte Adelheid van Savoye (1636-1676) |                              |                              | Ranuccio II Farnese (1630-1694) | Ranuccio II Farnese (1630-1694) | Ranuccio II Farnese (1630-1694) | Ranuccio II Farnese (1630-1694) | Ranuccio II Farnese (1630-1694)        | Ranuccio II Farnese (1630-1694)        | Isabella d'Este (1635-1666)            | Isabella d'Este (1635-1666)            | Isabella d'Este (1635-1666)            | Isabella d'Este (1635-1666)            | Isabella d'Este (1635-1666)    | Isabella d'Este (1635-1666)    |                                        |                                        | Filips Willem van de Palts (1615-1690) | Filips Willem van de Palts (1615-1690) | Filips Willem van de Palts (1615-1690)        | Filips Willem van de Palts (1615-1690)        | Filips Willem van de Palts (1615-1690)        | Filips Willem van de Palts (1615-1690)        | Elisabeth Amalia van Hessen-Darmstadt (1635-1709) | Elisabeth Amalia van Hessen-Darmstadt (1635-1709) | Elisabeth Amalia van Hessen-Darmstadt (1635-1709) | Elisabeth Amalia van Hessen-Darmstadt (1635-1709) | Elisabeth Amalia van Hessen-Darmstadt (1635-1709) | Elisabeth Amalia van Hessen-Darmstadt (1635-1709) |  |  |  |  |  |  |  |  |  |  |  |  |  |  |  |  |  |  |  |  |  |  |  |  |  |  |  |  |  |  |  |  |  |  |  |  |  |  |  |  |  |  |  |  |  |  |  |  |
| Lodewijk XIV van Frankrijk (1638-1715) | Lodewijk XIV van Frankrijk (1638-1715) | Lodewijk XIV van Frankrijk (1638-1715) | Lodewijk XIV van Frankrijk (1638-1715) | Lodewijk XIV van Frankrijk (1638-1715) | Lodewijk XIV van Frankrijk (1638-1715) | Maria Theresia van Oostenrijk (1638-1683) | Maria Theresia van Oostenrijk (1638-1683) | Maria Theresia van Oostenrijk (1638-1683) | Maria Theresia van Oostenrijk (1638-1683) | Maria Theresia van Oostenrijk (1638-1683) | Maria Theresia van Oostenrijk (1638-1683) |                                   |                                   | Ferdinand Maria van Beieren) (1636-1679) | Ferdinand Maria van Beieren) (1636-1679) | Ferdinand Maria van Beieren) (1636-1679)    | Ferdinand Maria van Beieren) (1636-1679)    | Ferdinand Maria van Beieren) (1636-1679)    | Ferdinand Maria van Beieren) (1636-1679)    | Henriëtte Adelheid van Savoye (1636-1676)   | Henriëtte Adelheid van Savoye (1636-1676)   | Henriëtte Adelheid van Savoye (1636-1676) | Henriëtte Adelheid van Savoye (1636-1676) | Henriëtte Adelheid van Savoye (1636-1676) | Henriëtte Adelheid van Savoye (1636-1676) |                              |                              | Ranuccio II Farnese (1630-1694) | Ranuccio II Farnese (1630-1694) | Ranuccio II Farnese (1630-1694) | Ranuccio II Farnese (1630-1694) | Ranuccio II Farnese (1630-1694)        | Ranuccio II Farnese (1630-1694)        | Isabella d'Este (1635-1666)            | Isabella d'Este (1635-1666)            | Isabella d'Este (1635-1666)            | Isabella d'Este (1635-1666)            | Isabella d'Este (1635-1666)    | Isabella d'Este (1635-1666)    |                                        |                                        | Filips Willem van de Palts (1615-1690) | Filips Willem van de Palts (1615-1690) | Filips Willem van de Palts (1615-1690)        | Filips Willem van de Palts (1615-1690)        | Filips Willem van de Palts (1615-1690)        | Filips Willem van de Palts (1615-1690)        | Elisabeth Amalia van Hessen-Darmstadt (1635-1709) | Elisabeth Amalia van Hessen-Darmstadt (1635-1709) | Elisabeth Amalia van Hessen-Darmstadt (1635-1709) | Elisabeth Amalia van Hessen-Darmstadt (1635-1709) | Elisabeth Amalia van Hessen-Darmstadt (1635-1709) | Elisabeth Amalia van Hessen-Darmstadt (1635-1709) |  |  |  |  |  |  |  |  |  |  |  |  |  |  |  |  |  |  |  |  |  |  |  |  |  |  |  |  |  |  |  |  |  |  |  |  |  |  |  |  |  |  |  |  |  |  |  |  |
|                                        |                                        |                                        |                                        |                                        |                                        |                                           |                                           |                                           |                                           |                                           |                                           |                                   |                                   |                                          |                                          |                                             |                                             |                                             |                                             |                                             |                                             |                                           |                                           |                                           |                                           |                              |                              |                                 |                                 |                                 |                                 |                                        |                                        |                                        |                                        |                                        |                                        |                                |                                |                                        |                                        |                                        |                                        |                                               |                                               |                                               |                                               |                                                   |                                                   |                                                   |                                                   |                                                   |                                                   |  |  |  |  |  |  |  |  |  |  |  |  |  |  |  |  |  |  |  |  |  |  |  |  |  |  |  |  |  |  |  |  |  |  |  |  |  |  |  |  |  |  |  |  |  |  |  |  |
|                                        |                                        |                                        |                                        | Lodewijk van Frankrijk (1661-1711)     | Lodewijk van Frankrijk (1661-1711)     | Lodewijk van Frankrijk (1661-1711)        | Lodewijk van Frankrijk (1661-1711)        | Lodewijk van Frankrijk (1661-1711)        | Lodewijk van Frankrijk (1661-1711)        |                                           |                                           |                                   |                                   |                                          |                                          | Maria Anna Victoria van Beieren (1660-1690) | Maria Anna Victoria van Beieren (1660-1690) | Maria Anna Victoria van Beieren (1660-1690) | Maria Anna Victoria van Beieren (1660-1690) | Maria Anna Victoria van Beieren (1660-1690) | Maria Anna Victoria van Beieren (1660-1690) |                                           |                                           |                                           |                                           |                              |                              |                                 |                                 |                                 |                                 | Odoardo Farnese (1666-1693)            | Odoardo Farnese (1666-1693)            | Odoardo Farnese (1666-1693)            | Odoardo Farnese (1666-1693)            | Odoardo Farnese (1666-1693)            | Odoardo Farnese (1666-1693)            |                                |                                |                                        |                                        |                                        |                                        | Dorothea Sophia van Palts-Neuburg (1670-1748) | Dorothea Sophia van Palts-Neuburg (1670-1748) | Dorothea Sophia van Palts-Neuburg (1670-1748) | Dorothea Sophia van Palts-Neuburg (1670-1748) | Dorothea Sophia van Palts-Neuburg (1670-1748)     | Dorothea Sophia van Palts-Neuburg (1670-1748)     |                                                   |                                                   |                                                   |                                                   |  |  |  |  |  |  |  |  |  |  |  |  |  |  |  |  |  |  |  |  |  |  |  |  |  |  |  |  |  |  |  |  |  |  |  |  |  |  |  |  |  |  |  |  |  |  |  |  |
|                                        |                                        |                                        |                                        | Lodewijk van Frankrijk (1661-1711)     | Lodewijk van Frankrijk (1661-1711)     | Lodewijk van Frankrijk (1661-1711)        | Lodewijk van Frankrijk (1661-1711)        | Lodewijk van Frankrijk (1661-1711)        | Lodewijk van Frankrijk (1661-1711)        |                                           |                                           |                                   |                                   |                                          |                                          | Maria Anna Victoria van Beieren (1660-1690) | Maria Anna Victoria van Beieren (1660-1690) | Maria Anna Victoria van Beieren (1660-1690) | Maria Anna Victoria van Beieren (1660-1690) | Maria Anna Victoria van Beieren (1660-1690) | Maria Anna Victoria van Beieren (1660-1690) |                                           |                                           |                                           |                                           |                              |                              |                                 |                                 |                                 |                                 | Odoardo Farnese (1666-1693)            | Odoardo Farnese (1666-1693)            | Odoardo Farnese (1666-1693)            | Odoardo Farnese (1666-1693)            | Odoardo Farnese (1666-1693)            | Odoardo Farnese (1666-1693)            |                                |                                |                                        |                                        |                                        |                                        | Dorothea Sophia van Palts-Neuburg (1670-1748) | Dorothea Sophia van Palts-Neuburg (1670-1748) | Dorothea Sophia van Palts-Neuburg (1670-1748) | Dorothea Sophia van Palts-Neuburg (1670-1748) | Dorothea Sophia van Palts-Neuburg (1670-1748)     | Dorothea Sophia van Palts-Neuburg (1670-1748)     |                                                   |                                                   |                                                   |                                                   |  |  |  |  |  |  |  |  |  |  |  |  |  |  |  |  |  |  |  |  |  |  |  |  |  |  |  |  |  |  |  |  |  |  |  |  |  |  |  |  |  |  |  |  |  |  |  |  |
|                                        |                                        |                                        |                                        |                                        |                                        |                                           |                                           |                                           |                                           | Filips V van Spanje (1683–1746)           | Filips V van Spanje (1683–1746)           | Filips V van Spanje (1683–1746)   | Filips V van Spanje (1683–1746)   | Filips V van Spanje (1683–1746)          | Filips V van Spanje (1683–1746)          |                                             |                                             |                                             |                                             |                                             |                                             |                                           |                                           |                                           |                                           |                              |                              |                                 |                                 |                                 |                                 |                                        |                                        |                                        |                                        |                                        |                                        | Elisabetta Farnese (1692-1766) | Elisabetta Farnese (1692-1766) | Elisabetta Farnese (1692-1766)         | Elisabetta Farnese (1692-1766)         | Elisabetta Farnese (1692-1766)         | Elisabetta Farnese (1692-1766)         |                                               |                                               |                                               |                                               |                                                   |                                                   |                                                   |                                                   |                                                   |                                                   |  |  |  |  |  |  |  |  |  |  |  |  |  |  |  |  |  |  |  |  |  |  |  |  |  |  |  |  |  |  |  |  |  |  |  |  |  |  |  |  |  |  |  |  |  |  |  |  |
|                                        |                                        |                                        |                                        |                                        |                                        |                                           |                                           |                                           |                                           | Filips V van Spanje (1683–1746)           | Filips V van Spanje (1683–1746)           | Filips V van Spanje (1683–1746)   | Filips V van Spanje (1683–1746)   | Filips V van Spanje (1683–1746)          | Filips V van Spanje (1683–1746)          |                                             |                                             |                                             |                                             |                                             |                                             |                                           |                                           |                                           |                                           |                              |                              |                                 |                                 |                                 |                                 |                                        |                                        |                                        |                                        |                                        |                                        | Elisabetta Farnese (1692-1766) | Elisabetta Farnese (1692-1766) | Elisabetta Farnese (1692-1766)         | Elisabetta Farnese (1692-1766)         | Elisabetta Farnese (1692-1766)         | Elisabetta Farnese (1692-1766)         |                                               |                                               |                                               |                                               |                                                   |                                                   |                                                   |                                                   |                                                   |                                                   |  |  |  |  |  |  |  |  |  |  |  |  |  |  |  |  |  |  |  |  |  |  |  |  |  |  |  |  |  |  |  |  |  |  |  |  |  |  |  |  |  |  |  |  |  |  |  |  |
|                                        |                                        |                                        |                                        |                                        |                                        |                                           |                                           |                                           |                                           |                                           |                                           |                                   |                                   |                                          |                                          |                                             |                                             |                                             |                                             |                                             |                                             |                                           |                                           |                                           |                                           |                              |                              |                                 |                                 |                                 |                                 |                                        |                                        |                                        |                                        |                                        |                                        |                                |                                |                                        |                                        |                                        |                                        |                                               |                                               |                                               |                                               |                                                   |                                                   |                                                   |                                                   |                                                   |                                                   |  |  |  |  |  |  |  |  |  |  |  |  |  |  |  |  |  |  |  |  |  |  |  |  |  |  |  |  |  |  |  |  |  |  |  |  |  |  |  |  |  |  |  |  |  |  |  |  |
|                                        |                                        |                                        |                                        |                                        |                                        |                                           |                                           |                                           |                                           |                                           |                                           |                                   |                                   |                                          |                                          |                                             |                                             |                                             |                                             |                                             |                                             |                                           |                                           |                                           |                                           |                              |                              |                                 |                                 |                                 |                                 |                                        |                                        |                                        |                                        |                                        |                                        |                                |                                |                                        |                                        |                                        |                                        |                                               |                                               |                                               |                                               |                                                   |                                                   |                                                   |                                                   |                                                   |                                                   |  |  |  |  |  |  |  |  |  |  |  |  |  |  |  |  |  |  |  |  |  |  |  |  |  |  |  |  |  |  |  |  |  |  |  |  |  |  |  |  |  |  |  |  |  |  |  |  |
| Karel III van Spanje (1716-1788)       | Karel III van Spanje (1716-1788)       | Karel III van Spanje (1716-1788)       | Karel III van Spanje (1716-1788)       | Karel III van Spanje (1716-1788)       | Karel III van Spanje (1716-1788)       |                                           |                                           | Francisco van Bourbon (1717-1717)         | Francisco van Bourbon (1717-1717)         | Francisco van Bourbon (1717-1717)         | Francisco van Bourbon (1717-1717)         | Francisco van Bourbon (1717-1717) | Francisco van Bourbon (1717-1717) |                                          |                                          | Marianne Victoria van Bourbon (1718-1781)   | Marianne Victoria van Bourbon (1718-1781)   | Marianne Victoria van Bourbon (1718-1781)   | Marianne Victoria van Bourbon (1718-1781)   | Marianne Victoria van Bourbon (1718-1781)   | Marianne Victoria van Bourbon (1718-1781)   |                                           |                                           | Filips van Parma (1720-1765)              | Filips van Parma (1720-1765)              | Filips van Parma (1720-1765) | Filips van Parma (1720-1765) | Filips van Parma (1720-1765)    | Filips van Parma (1720-1765)    |                                 |                                 | Maria Theresia van Bourbon (1726-1746) | Maria Theresia van Bourbon (1726-1746) | Maria Theresia van Bourbon (1726-1746) | Maria Theresia van Bourbon (1726-1746) | Maria Theresia van Bourbon (1726-1746) | Maria Theresia van Bourbon (1726-1746) |                                |                                | Lodewijk Anton van Bourbon (1727-1785) | Lodewijk Anton van Bourbon (1727-1785) | Lodewijk Anton van Bourbon (1727-1785) | Lodewijk Anton van Bourbon (1727-1785) | Lodewijk Anton van Bourbon (1727-1785)        | Lodewijk Anton van Bourbon (1727-1785)        |                                               |                                               | Maria Antonia van Bourbon (1729-1785)             | Maria Antonia van Bourbon (1729-1785)             | Maria Antonia van Bourbon (1729-1785)             | Maria Antonia van Bourbon (1729-1785)             | Maria Antonia van Bourbon (1729-1785)             | Maria Antonia van Bourbon (1729-1785)             |  |  |  |  |  |  |  |  |  |  |  |  |  |  |  |  |  |  |  |  |  |  |  |  |  |  |  |  |  |  |  |  |  |  |  |  |  |  |  |  |  |  |  |  |  |  |  |  |

- Bibsys: 90554263
- Biblioteca Nacional de Chile: 000193060
- Biblioteca Nacional de España: XX1035900
- Bibliothèque nationale de France: cb119389764 (data)
- Catàleg d'autoritats de noms i títols de Catalunya: 981058521577606706
- Gemeinsame Normdatei: 118925059
- International Standard Name Identifier: 0000 0001 2096 741X
- Library of Congress Control Number: n79065283
- Nationale Bibliotheek van Tsjechië: jn20000700280
- Nationale bibliotheek van Australië: 35162934
- Nationale Bibliotheek van Israël: 987007259760505171
- Nationale Bibliotheek van Polen: a0000002023917
- Nederlandse Thesaurus van Auteursnamen: 070383839
- Istituto Centrale per il Catalogo Unico: SBLV091428
- LIBRIS: 210676
- SNAC: w6tz45jp
- Système universitaire de documentation: 027322394
- Museum of New Zealand Te Papa Tongarewa: 67561
- Trove: 169362
- Union List of Artist Names: 500122380
- Virtual International Authority File: 100902917
- WorldCat: E39PBJpyv87bBgxGtFFRwJ83cP